# 1-й армійський корпус (Російська імперія)
1-й армійський корпус (Помилка Lua у Модуль:Lang у рядку 1414: attempt to call field 'is_Cyrillic' (a nil value).) — загальновійськове оперативне з'єднання (армійський корпус) Російської імператорської армії. Штаб-квартира — Санкт-Петербург.

## Історія
Сформований 19 лютого 1877 року з 22-ї, 24-ї, 37-ї піхотних дивізій й 1-ї кавалерійської дивізії.

## Структура
На 1890 рік мав у своєму складі:
- управління (штаб)
- 3 піхотні дивізії;

На 1904-05 роки мав у своєму складі:
- управління (штаб)
- 22-га піхотна дивізія
- 37-ма піхотна дивізія
- 7-ма артилерійська бригада
- 43-тя артилерійська бригада
- 2-й Верхньоудинський козацький полк[a]

До початку Великої війни входив до складу Петербурзької військової округи. Склад станом на 18 липня 1914 року:
- управління (штаб)
- 22-га піхотна дивізія[ru]
  - 1-ша бригада
    - 85-й піхотний Виборзький полк[ru]
    - 86-й піхотний Вільманстрандський полк[ru]

  - 2-га бригада
    - 87-й піхотний Нейшлотський полк[ru]
    - 88-й піхотний Петрівський полк[ru]

  - 22-га артилерійська бригада
- 24-та піхотна дивізія[ru]
  - 1-ша бригада
    - 93-й піхотний Іркутський полк[ru]
    - 94-й піхотний Єнісейський полк[ru]

  - 2-га бригада
    - 95-й піхотний Красноярський полк[ru]
    - 96-й піхотний Омський полк[ru]

  - 24-та артилерійська бригада
- 1-й мортирно-артилерійський дивізіон (корпусна артилерія)
- 1-й саперний батальйон
- 7-й понтонний батальйон
- 1-ша іскрова рота

## Командування

### Командувачі корпусу
- 19.02.1877 — 19.01.1888 — генерал-ад'ютант генерал-лейтенант (з 30.08.1882 генерал від інфантерії) князь Барклай-де-Толлі-Веймарн Олександр Петрович[ru]
- 19.01.1888 — 26.05.1896 — генерал-лейтенант (з 30.08.1892 генерал від інфантерії) Данилов Михайло Павлович[ru]
- 26.05.1896 — 19.12.1905 — генерал-лейтенант (з 06.12.1898 генерал від кавалерії, з 06.05.1902 генерал-ад'ютант) барон Мейєндорф, Феофіл Єгорович[ru]
- 19.12.1905 — 06.11.1906 — генерал-лейтенант Іванов Микола Іудович
- 09.11.1906 — 08.06.1908 — генерал-лейтенант (з 13.05.1908 генерал від инфантерии) барон Зальца Антон Єгорович
- 08.06.1908 — 11.03.1911 — генерал-лейтенант (з 06.12.1910 генерал от артиллерии) Нікітін Володимир Миколайович[ru]
- 17.03.1911 — 18.08.1914 — генерал-лейтенант (з 14.04.1913 генерал від інфантерії) Артамонов Леонід Костянтинович
- 18.08.1914 — 30.08.1914 — генерал-лейтенант Сіреліус Леонід-Отто Оттович[ru]
- 06.10.1914 — 13.04.1916 — генерал-лейтенант (з 27.09.1915 генерал від інфантерії) Душкевич Олександр Олександрович[ru]
- 18.04.1916 — 14.08.1916 — генерал-лейтенант Гаврилов Василь Тимофійович[ru]
- 14.08.1916 — 02.03.1917 — генерал-лейтенант (з 06.12.1916 генерал від артилерії) Булатов Микола Ілліч[ru]
- 02.03.1917 — 02.06.1917 — генерал-лейтенант Лукомський Олександр Сергійович
- 15.06.1917 — хх.хх.хххх —  генерал-майор (з 23.08.1917 генерал-лейтенант) Болховітінов Леонід Митрофанович[ru]

### Начальники штабу корпусу
- 24.02.1877 — 15.05.1883 — генерал-майор Глиноецький Микола Павлович[ru]
- 19.05.1883 — 10.01.1894 — генерал-майор Тілло Олексій Андрійович
- 27.01.1894 — 01.03.1900 — генерал-майор Андрєєв Михайло Семенович[ru]
- 30.04.1900 — 12.01.1904 — генерал-майор фон Поппен Георгій Васильович
- 10.02.1904 — 08.11.1904 — генерал-майор Лашкевич Микола Олексійович
- 12.11.1905 — 12.09.1908 — генерал-майор Брінкен Олександр Фрідріхович[ru]
- 20.09.1908 — 27.09.1914 — генерал-майор Ловцов Сергій Петрович[ru]
- 02.10.1914 — 25.04.1917 — генерал-майор Новицький Федір Федорович[ru]
- 28.04.1917 — xx.xx.xxxx — генерал-майор Хвощинський Георгій Миколайович

### Начальники артилерії корпусу
В 1910 посаду начальника артилерії корпусу була замінена посадою інспектора артилерії
Посада начальника/інспектора артилерії корпусу відповідала чину генерал-лейтенанта. Особи, які призначалися на цю посаду в чині генерал-майора, були виконувачами обов'язків і затверджувалися в ній одночасно з піднесенням до генерал-лейтенантів.
- 19.03.1877 — 10.03.1880 — генерал-майор Свиты Овандер Яків Іванович[ru]
- хх.03.1880 — 25.07.1885[1] — генерал-майор Алексєєв Венедикт Іванович
- 19.08.1885 — 28.09.1888[2] — генерал-майор (з 30.08.1886 генерал-лейтенант) Моллер Микола Федорович
- 09.12.1888 — 07.08.1892 — генерал-лейтенант Латур-де-Бернгард Володимир Андрійович[ru]
- 12.08.1892 — 30.03.1900 — генерал-майор (з 30.08.1894 генерал-лейтенант) Данилов Олексій Миколайович[ru]
- 30.06.1900 — 17.08.1905 — генерал-лейтенант Фан-дер-Фліт Костянтин Петрович[ru]
- 23.08.1905 — 07.02.1906 — генерал-майор Мрозовський Йосип Іванович[ru]
- 11.04.1906 — 08.06.1908 — генерал-лейтенант Нікітін Володимир Миколайович[ru]
- 02.07.1908 — 23.01.1910 — генерал-майор герцог Мекленбург-Стреліцький Михайло Георгійович
- 06.02.1910 — 18.10.1913 — генерал-лейтенант князь Масальський Володимир Миколайович[ru]
- 18.10.1913 — 19.07.1914 — генерал-лейтенант Багговут Іван Карлович[ru]
- 24.07.1914 — 16.04.1916 — в. о. генерал від артилерії князь Масальський Володимир Миколайович (повторно)
- 12.05.1916 — 05.01.1917 — генерал-майор (з 28.10.1916 генерал-лейтенант) Івашинцов Микола Васильович[ru]
- 22.01.1917 — хх.хх.хххх — генерал-майор Еггер Костянтин Костянтинович

## Зауваження
1. ↑  Другорядна частина. Збірні й розпускні пункти м. Троїцькосавськ

## Літератора
- Богданович П. Н. Вторжение в Восточную Пруссию. — Буэнос-Айрес, 1964.
- К. О. Залеський[ru], Первая мировая война. Правители и военачальники. Биографический энциклопедический словарь. 2000